# Rousson (Yonne)
Rousson ist eine französische Gemeinde mit 386 Einwohnern (Stand: 1. Januar 2022) im Département Yonne in der Region Bourgogne-Franche-Comté (vor 2016 Bourgogne). Rousson gehört zum Arrondissement Sens und zum Kanton Villeneuve-sur-Yonne. 

## Geographie
Rousson liegt etwa 16 Kilometer südsüdöstlich des Stadtzentrums von Sens an der Yonne. Umgeben wird Rousson von den Nachbargemeinden Marsangy im Norden, Villeneuve-sur-Yonne im Süden und Osten, Bussy-le-Repos im Südwesten sowie Chaumot im Westen.

## Bevölkerungsentwicklung
| Jahr                       | 1962 | 1968 | 1975 | 1982 | 1990 | 1999 | 2010 | 2018 |
| Einwohner                  | 236  | 292  | 326  | 336  | 330  | 381  | 410  | 401  |
| Quellen: Cassini und INSEE |      |      |      |      |      |      |      |      |

## Sehenswürdigkeiten

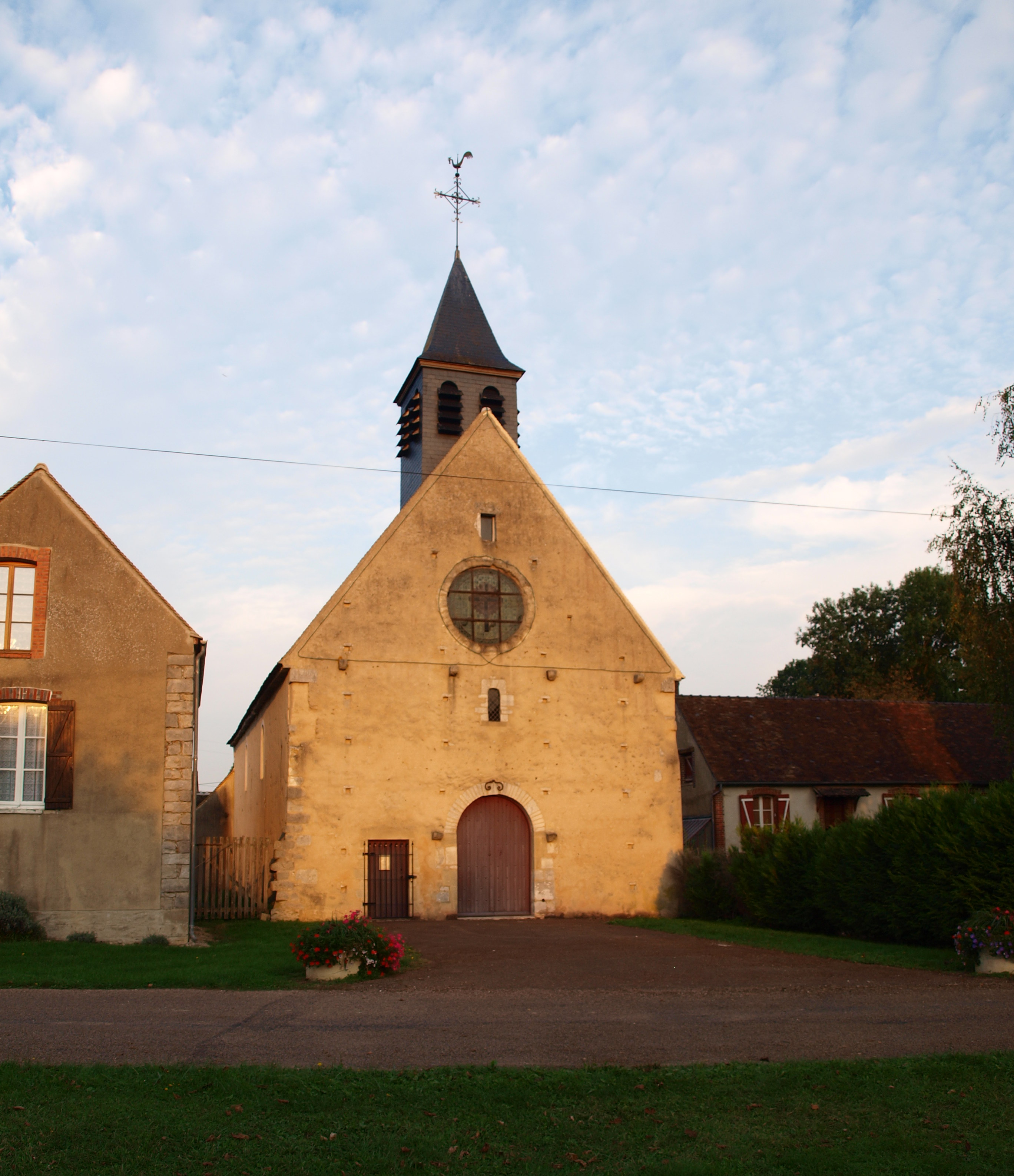
Kirche Saint-Pierre

- Kirche Saint-Pierre